# Augustinus Hellemans
Augustinus Carolus Hellemans (ur. 14 września 1907 w Edegem, zm. 30 kwietnia 1992) – belgijski piłkarz występujący na pozycji napastnika, dwukrotny reprezentant Belgii.
W trakcie trwającej 20 lat kariery klubowej występował na pozycji napastnika w zespole Belgica FC Edegem z rodzinnego miasta Edegem. Jest jednym z nielicznych piłkarzy belgijskich, którzy otrzymywali powołania do reprezentacji grając na rodzimym drugim poziomie rozgrywkowym.

## Kariera klubowa
Grę w piłkę nożną rozpoczął w 1926 roku w Belgica FC Edegem. W sezonie 1929/30 jego klub uzyskał prawo gry w III lidze po wygranym barażu przeciwko Hoboken SK. Po roku Belgica  awansowała do II ligi, z której po trzech latach – w sezonie 1932/33 – uzyskała promocję do belgijskiej ekstraklasy. Hellemans przez dwa kolejne lata rozegrał na jej poziomie 52 spotkania i zdobył 24 bramki. W latach 1935–1946 występował z Belgicą w niższych kategoriach rozgrywkowych oraz rozgrywkach regionalnych.

## Kariera reprezentacyjna
31 maja 1931 zadebiutował w reprezentacji Belgii w przegranym 2:3 towarzyskim meczu z Portugalią w Lizbonie, w którym zdobył gola. W październiku tego samego roku wystąpił w spotkaniu przeciwko Polsce (2:1), w którym również strzelił bramkę. Ogółem rozegrał on w drużynie narodowej 2 mecze i zdobył 2 gole.

### Bramki w reprezentacji
| Lp. | Data                 | Miejsce                    | Przeciwnik | Bramka | Rezultat | Ranga meczu     |
| --- | -------------------- | -------------------------- | ---------- | ------ | -------- | --------------- |
| 1.  | 31 maja 1931         | Estádio do Lumiar, Lizbona | Portugalia | 2:1    | 2:3      | Mecz towarzyski |
| 2.  | 11 października 1931 | Stade du Jubilé, Bruksela  | Polska     | 1:0    | 2:1      | Mecz towarzyski |